# Ben Kingsley
Sir Ben Kingsley (n. 31 decembrie 1943, Snainton⁠(d), Scarborough⁠(d), Anglia, Regatul Unit) este un actor britanic. Este cunoscut în special pentru rolul lui Mahatma Gandhi din filmul Gandhi (1982).

## Biografie
Tatăl său, Rahimtulla Harji Bhanji, născut în Kenya, a fost de origine Gujarati, iar mama sa, Anna Lyna Mary (Goodman) - britanică. Ben a început să joace teatru în anii '60 și curând a devenit un actor de succes, fapt care i-a adus și alte roluri în film și la televiziune. Numele său de botez este Krishna Bhanji, dar și l-a schimbat în „Ben Kingsley” imediat ce a căpătat faimă actoricească, convins fiind că un nume străin i-ar fi îngreunat cariera artistică. Kingsley a obținut Premiul Oscar pentru cel mai bun actor în anul 1983, pentru rolul titular din filmul Gandhi, în regia lui Richard Attenborough. Anul 1993 îi aduce o nominalizare la câștigarea premiului Bafta pentru rolul „Itzhak Stern” din Lista lui Schindler, film care a primit șapte premii Oscar. În 1998 a mai interpretat rolul lui Porfiry, într-o ecranizare a celebrului roman al lui Dostoievski, Crimă și pedeapsă.  De asemenea, a interpretat într-o manieră extraordinară rolul Fagin din filmul Oliver Twist regizat de Roman Polanski în 2005.
Ben Kingsley este un admirator al regelui Mihai I al României, prezent fiind la festivitatea de celebrare a monarhului român de la Londra în noiembrie 2012, festivitate desfășurată sub înaltul patronaj al reginei Elisabeta a II-a.

## Filmografie

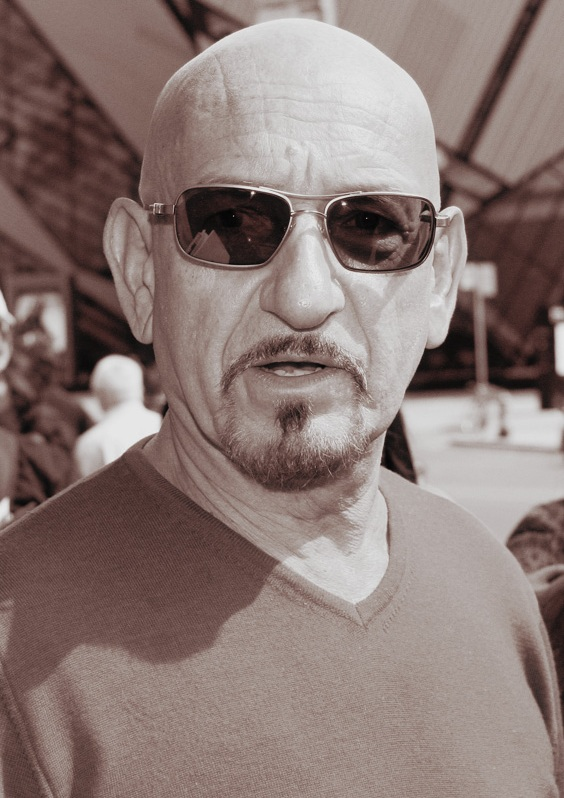
Ben Kingsley

- 1972 Ultimele șase minute (Fear Is the Key), regia Michael Tuchner
- 1988 Impostorul din strada Baker (Without a Clue)
- 1991 Bugsy
- 1993 Lista lui Schindler (Schindler's List), regia Steven Spielberg
- 1995 Species
- 1995 Iosif (Joseph), regia Roger Young
- 2000 Regula jocului
- 2000 Un mascul extraterestru
- 2000 Ultima lovitură
- 2001 Anne Frank
- 2003 Casa de nisip și ceață
- 2005 Oliver Twist
- 2005 Vânătoare fatală (A Sound of Thunder), regia Peter Hyams
- 2011 Hugo
- 2010 Prințul Persiei: Nisipurile timpului (Prince of Persia)
- 2010 Shutter Island
- 2013 Jocul lui Ender (Ender's Game)
- 2017 War Machine